# Réflexe d'immersion chez les mammifères

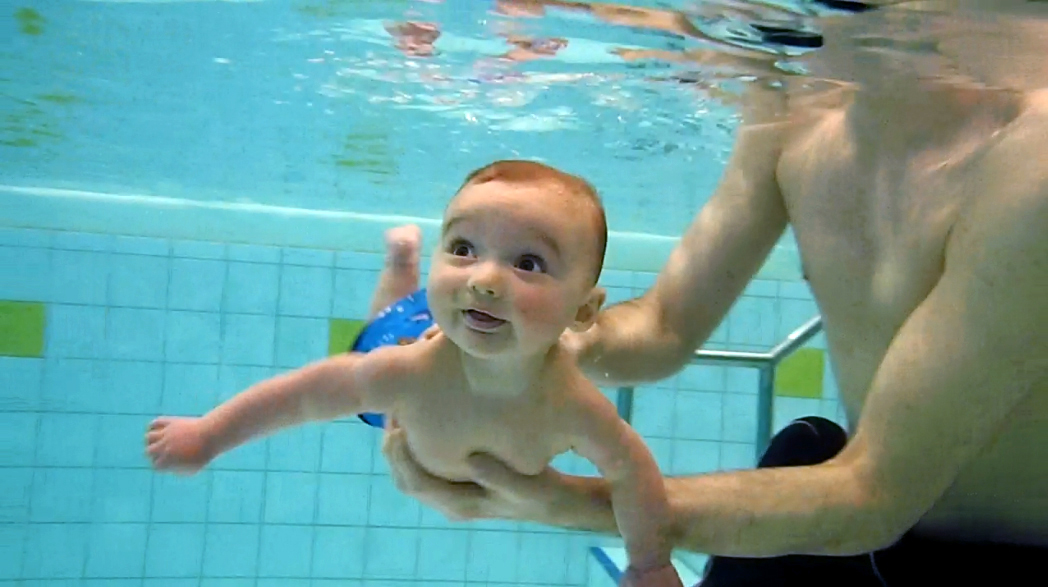
Réflexe d'immersion chez un bébé humain associé au réflexe d'apnée.

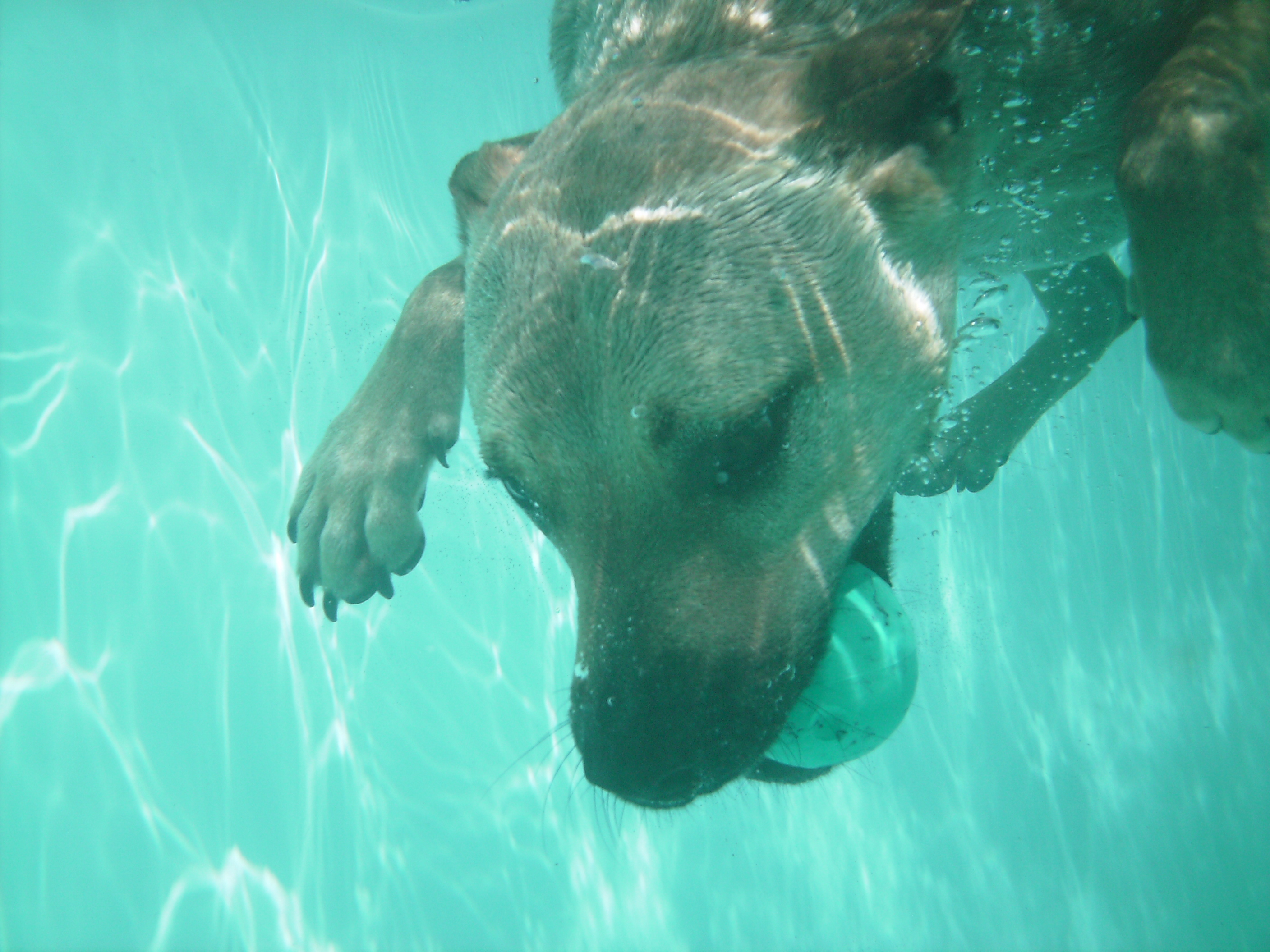
Chien plongeant en apnée afin de récupérer un balle.

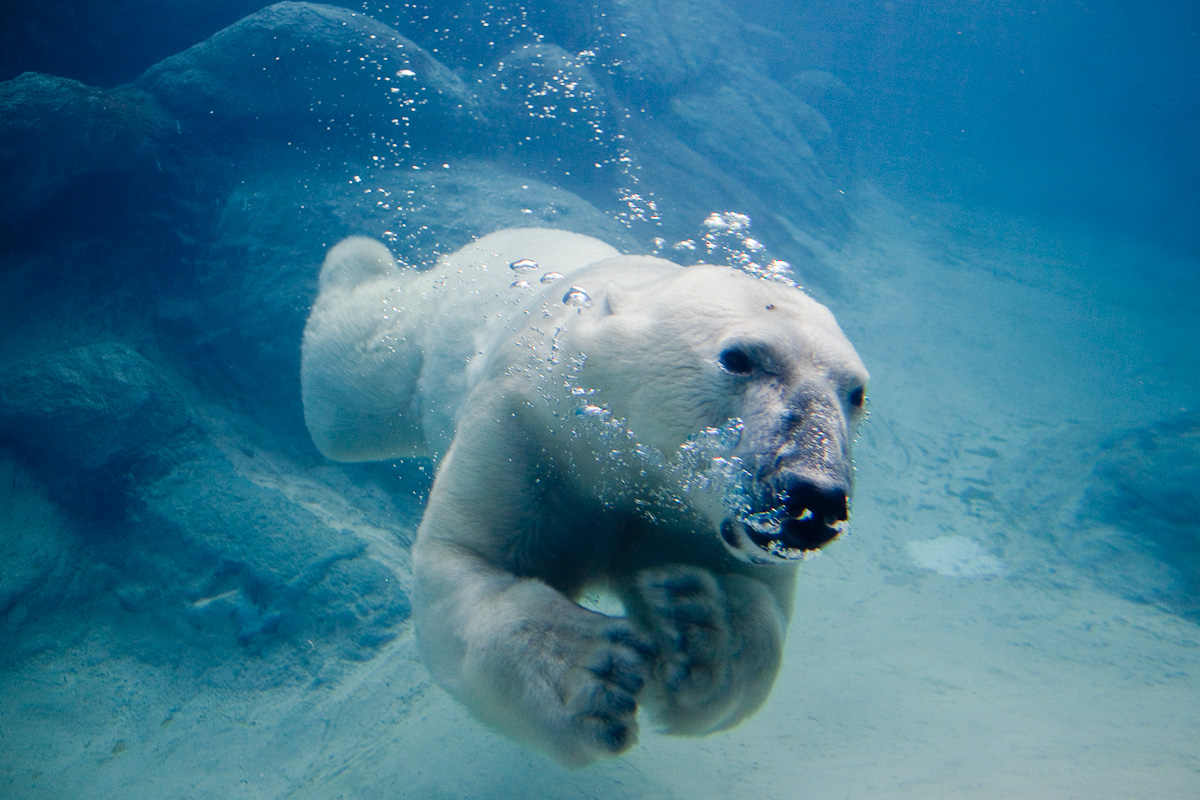
Ours polaire qui plonge en apnée.

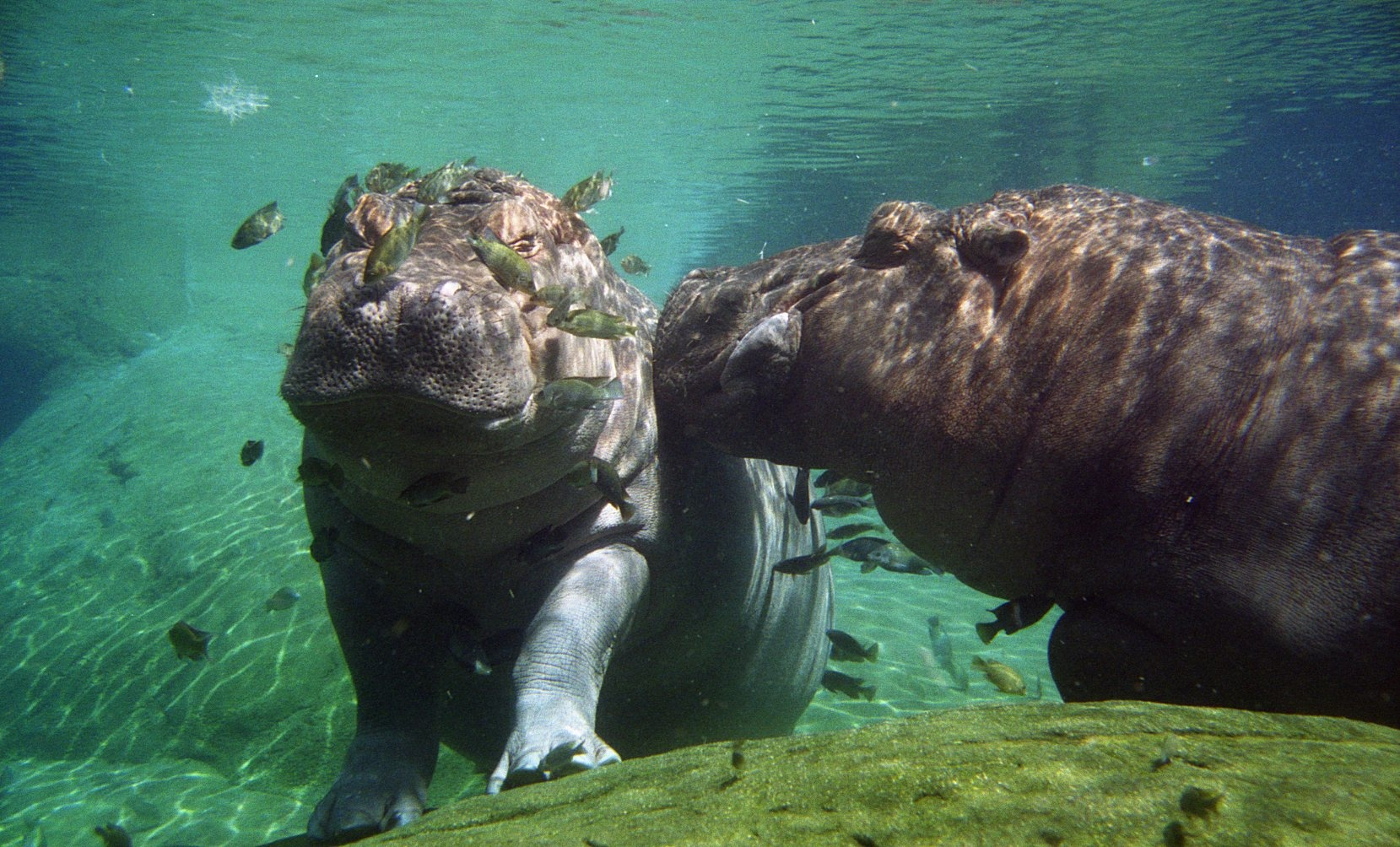
Deux hippopotames en apnée statique au fond de l'eau.

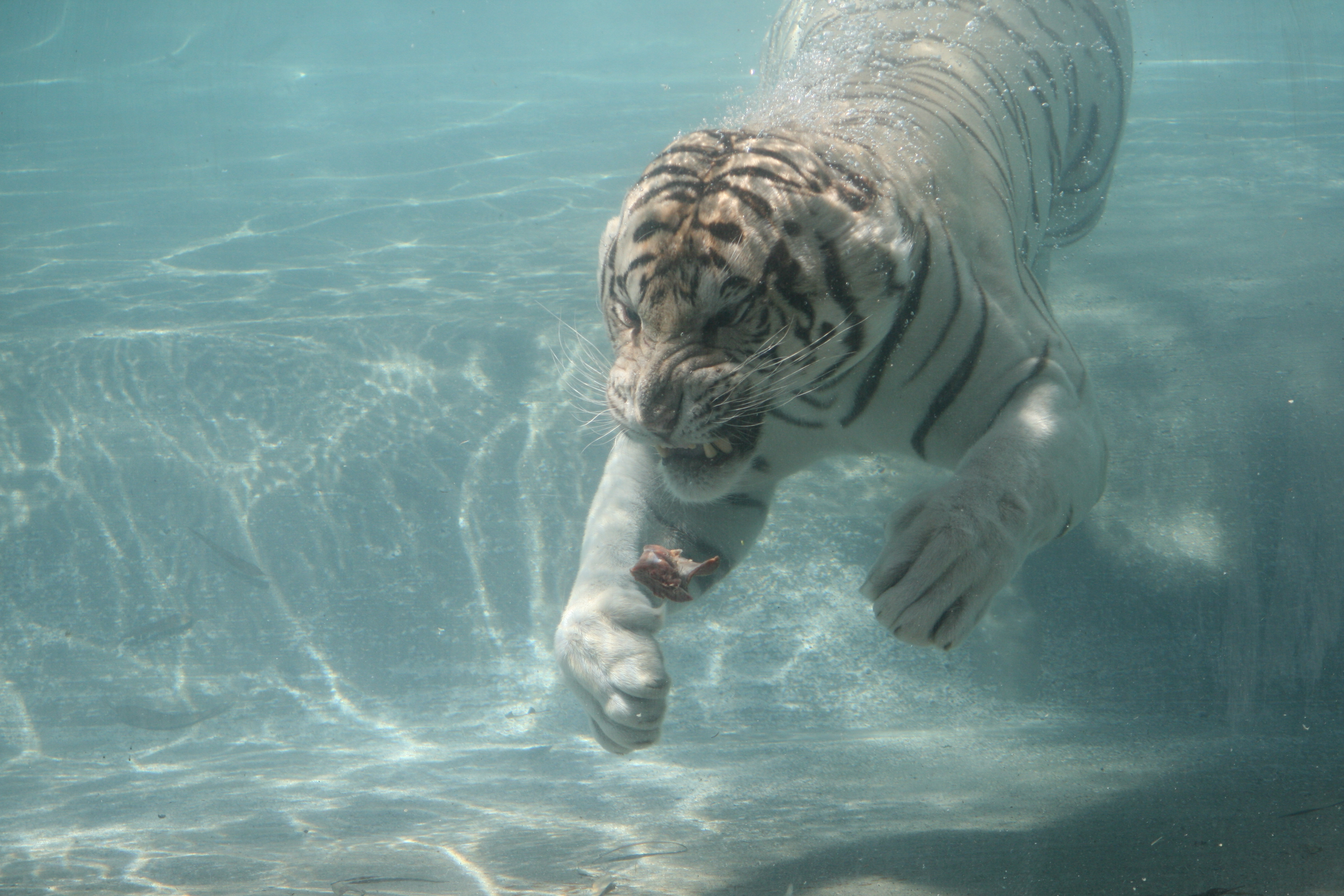
Tigre blanc plongeant en apnée afin de récupérer un morceau de nourriture.

Le réflexe d'immersion est un réflexe présent chez les mammifères qui optimise la respiration afin de rester sous l'eau pendant un certain temps. Ce réflexe est très prononcé chez les mammifères aquatiques et semi-aquatiques (Cétacés, Pinnipèdes, loutres, castors, etc.), mais existe également plus faiblement chez les mammifères terrestres, y compris les humains. Il est associé au réflexe d'apnée qui a pour but de protéger les voies aériennes et qui est également inné chez les mammifères. A l'âge adulte, les mammifères sont en mesure de contrôler leur respiration. L'ensemble de ces adaptation leur permettent de plonger en apnée volontairement mais également d'améliorer leurs chances de survie en cas de chute accidentelle dans l'eau. 
Le réflexe d'immersion est déclenché lorsque le visage est en contact avec de l'eau froide. De l'eau à plus de 21 °C ou une autre partie du corps immergée dans de l’eau froide ne déclenchent pas le réflexe. Certains oiseaux aquatiques, comme les manchots et les canards, sont également dotés d'un réflexe d'immersion mais il fait appel à des réponses physiologiques différentes.

## Effets
Lors du déclenchement du réflexe, trois changements apparaissent dans le corps dans l’ordre suivant :
1. La bradycardie est la première réponse à l'immersion. Immédiatement lors du contact de l'eau avec le visage, chez l’humain le rythme cardiaque diminue de dix à vingt-cinq pour cent[3]. Chez les phoques, le rythme cardiaque passe de 125 battements par minute à 10 lors d'une longue plongée[1],[4].
2. Ensuite la vasoconstriction périphérique se met en place. En raison de la grande pression lors de plongées profondes, les capillaires dans les extrémités se ferment, stoppant la circulation sanguine dans ces zones. Habituellement la vasoconstriction s'applique aux artérioles mais dans ce cas ce sont bien les capillaires qui sont concernés. Les doigts et orteils sont les premiers touchés puis les mains et les pieds et finalement les bras et les jambes, ce qui laisse plus d'oxygène pour le cœur et le cerveau. La musculature humaine ne stocke que 12 % de l'oxygène du corps, des crampes apparaissent durant cette phase. Les mammifères aquatiques stockent de 25 à 30 % de leur oxygène dans leurs muscles, ils peuvent donc continuer à fonctionner après l'arrêt de l'irrigation des membres.
3. La dernière étape est l'érection pulmonaire qui se produit lors de plongées très profondes. Lorsqu'elle se produit, une vasoconstriction intense des extrémités permet au sang d'affluer dans le thorax : la pression reste constante et on évite un œdème pulmonaire ou des organes écrasés par la pression. Cette étape du réflexe d'immersion a été observée chez des humains, par exemple chez le champion d'apnée Martin Štěpánek durant une plongée à plus de 90 mètres de profondeur.

Ainsi une personne consciente ou inconsciente peut survivre aussi longtemps sous l'eau sans oxygène qu'en dehors de l'eau. Les enfants semblent survivre plus longtemps sans oxygène sous l'eau, peut-être grâce à un refroidissement du cerveau similaire à celui rencontré chez des personnes en hypothermie,.
Quand le visage est immergé, des récepteurs sensibles au froid dans la cavité nasale et dans d'autres zones de la figure relayent l'information au cerveau via le nerf trijumeau puis innervent le nerf vague qui fait partie du système nerveux autonome. Cela cause la bradycardie et la vasoconstriction périphérique.
Chez l'être humain le réflexe d'immersion n'est pas déclenché lorsque les membres sont plongés dans de l'eau froide. Une bradycardie légère est déclenchée lorsque la respiration est retenue sans mettre en contact le visage avec de l'eau. Le réflexe d'immersion augmente proportionnellement à la baisse de la température de l’eau en contact avec le visage. Le déclenchement du réflexe d'immersion en mouillant le visage avec de l'eau froide peut être utilisé pour traiter la tachycardie supraventriculaire.

## Exemples dans la fiction
- Le phénomène est évoqué par Jérôme (Christian Clavier) dans le film Les Bronzés de Patrice Lecomte.
- Lindsey Brigman dans le film Abyss de James Cameron.
- Giacinta 'Jinx' Johnson (en) dans Die Another Day.
- "Starfish", 1999 de Peter Watts  (ISBN 978-0-312-86855-0)
- Il est utilisé par John Carter dans la saison 4 d'Urgences

## Sources
- (en) Cet article est partiellement ou en totalité issu de l’article de Wikipédia en anglais intitulé « Mammalian diving reflex » (voir la liste des auteurs).